# Markis Kido
Markis Kido, né le 11 août 1984 à Jakarta, Indonésie, et mort le 14 juin 2021 à Tangerang, est un joueur indonésien de badminton professionnel spécialiste du double homme et double mixte. Il a remporté la médaille d'or aux Jeux olympiques d'été de 2008 avec son partenaire Hendra Setiawan. Il est également devenu champion du monde avec le même partenaire en 2007.
Il est le frère de Pia Zebadiah Bernadeth et Bona Septano.

## Palmarès

### Compétitions internationales
| Rang                               | Catégorie     | Partenaire      | Année | Lieu                   |
| ---------------------------------- | ------------- | --------------- | ----- | ---------------------- |
| Jeux olympiques :                  |               |                 |       |                        |
| 1                                  | Double Hommes | Hendra Setiawan | 2008  | Pékin, Chine           |
| Championnats du monde :            |               |                 |       |                        |
| 3                                  | Double Hommes | Hendra Setiawan | 2010  | Paris, France          |
| 1                                  | Double Hommes | Hendra Setiawan | 2007  | Kuala Lumpur, Malaisie |
| Jeux asiatiques :                  |               |                 |       |                        |
| 1                                  | Double Hommes | Hendra Setiawan | 2010  | Canton, Chine          |
| 3                                  | Équipe        |                 | 2010  | Canton, Chine          |
| 3                                  | Double Hommes | Hendra Setiawan | 2006  | Doha, Qatar            |
| 3                                  | Équipe        |                 | 2006  | Doha, Qatar            |
| Championnats d'Asie de badminton : |               |                 |       |                        |
| 1                                  | Double Hommes | Hendra Setiawan | 2009  | Suwon, Corée du Sud    |
| 1                                  | Double Hommes | Hendra Setiawan | 2005  | Hyderabad, Inde        |
| 2                                  | Double Hommes | Hendra Setiawan | 2003  | Jakarta, Indonésie     |
| Thomas Cup :                       |               |                 |       |                        |
| 2                                  | Équipe        |                 | 2010  | Kuala Lumpur, Malaisie |
| 3                                  | Équipe        |                 | 2008  | Jakarta, Indonésie     |
| 3                                  | Équipe        |                 | 2006  | Tokyo, Japon           |
| Sudirman Cup :                     |               |                 |       |                        |
| 3                                  | Équipe        |                 | 2009  | Canton, Chine          |
| 2                                  | Équipe        |                 | 2007  | Glasgow, Écosse        |
| Coupe du monde de badminton :      |               |                 |       |                        |
| 1                                  | Double Hommes | Hendra Setiawan | 2006  | Yiyang, Chine          |